# Мамблкор
Мамблкор (англ. mumblecore от mumble — бормотание) — поджанр независимого кинематографа, для которого свойственны низкий бюджет, участие актёров-любителей, а также фокусирование на естественности диалогов. К этому направлению часто относят режиссёров Эндрю Буджальски, Линн Шелтон, Марка и Джея Дюплассов, Аарона Каца, Джо Сванберга и Ри Руссо-Янг. Также встречается термин mumblegore — им обозначают фильмы, которым свойственны признаки как мамблкора, так и фильма ужасов.

## Отличительные характеристики
Ключевой чертой почти всех мамблкор-фильмов является натурализм в актёрской игре и диалогах. Во многих фильмах этого поджанра играют непрофессиональные актёры; однако, Марк и Джей Дюплассы работали и с профессиональными актёрами в фильмах «Пакетоголовый» (Baghead), «Джефф, живущий дома» и «Сайрус». В некоторых мамблкор-фильмах значительную роль играет импровизация, при этом актёры указываются в титрах как сценаристы. Однако не все режиссёры фильмов этого жанра одобряют импровизацию. Например, фильмы Эндрю Буджальски снимаются строго по сценарию.
Для мамблкор-фильмов характерен «настоящий» звук (не обработанный программами).
Фильмы в жанре мамблкор обычно имеют крайне небольшой бюджет и низкие затраты на производство. Многие из этих фильмов сняты на цифровую камеру; хотя первые три фильма Эндрю Буджальски были сняты на плёнку и монтировались на традиционном монтажном столе Steenbeck.

## История жанра
Корни жанра можно отследить до французской «новой волны» 1960-х годов — особенно это заметно на примерах фильмов Эрика Ромера. Снятый в 1979 году фильм Вуди Аллена «Манхэттен» был крупнобюджетным голливудским предшественником мамблкора. Но главный герой «Манхэттена» принял более оптимистический взгляд на жизнь, нежели герои типичного мамблкор-фильма.
Эндрю Буджальски считается «крёстным отцом мамблкора». Его режиссёрский дебют, фильм 2002 года Смешно, ха-ха (Funny Ha Ha), как правило, считается первым мамблкор-фильмом.
Термин «мамблкор» был придуман Эриком Масунагой (бывшим участником The Dambuilders), звуковым редактором, работавшим с Буджальски. Масунага придумал термин ночью в баре в 2005-м году во время фестиваля «South by Southwest», когда его попросили описать в общих чертах фильмы «Взаимопонимание», «Мягкое кресло» и «Поцелуй в губы», показанные на том фестивале. Термин был впервые публично использован Буджальски в интервью журналу IndieWire. Буджальски, однако, не стал рассуждать о мамблкоре как об организованном «движении» и заявил, что не снимает специально «мамблкор-фильмы».

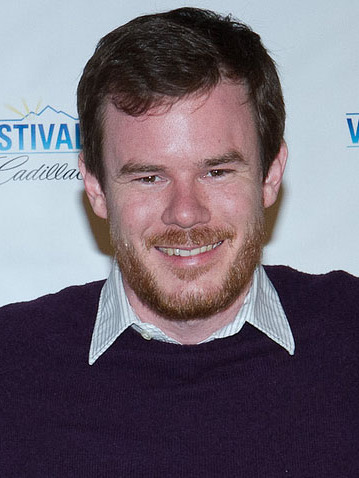
Джо Сванберг
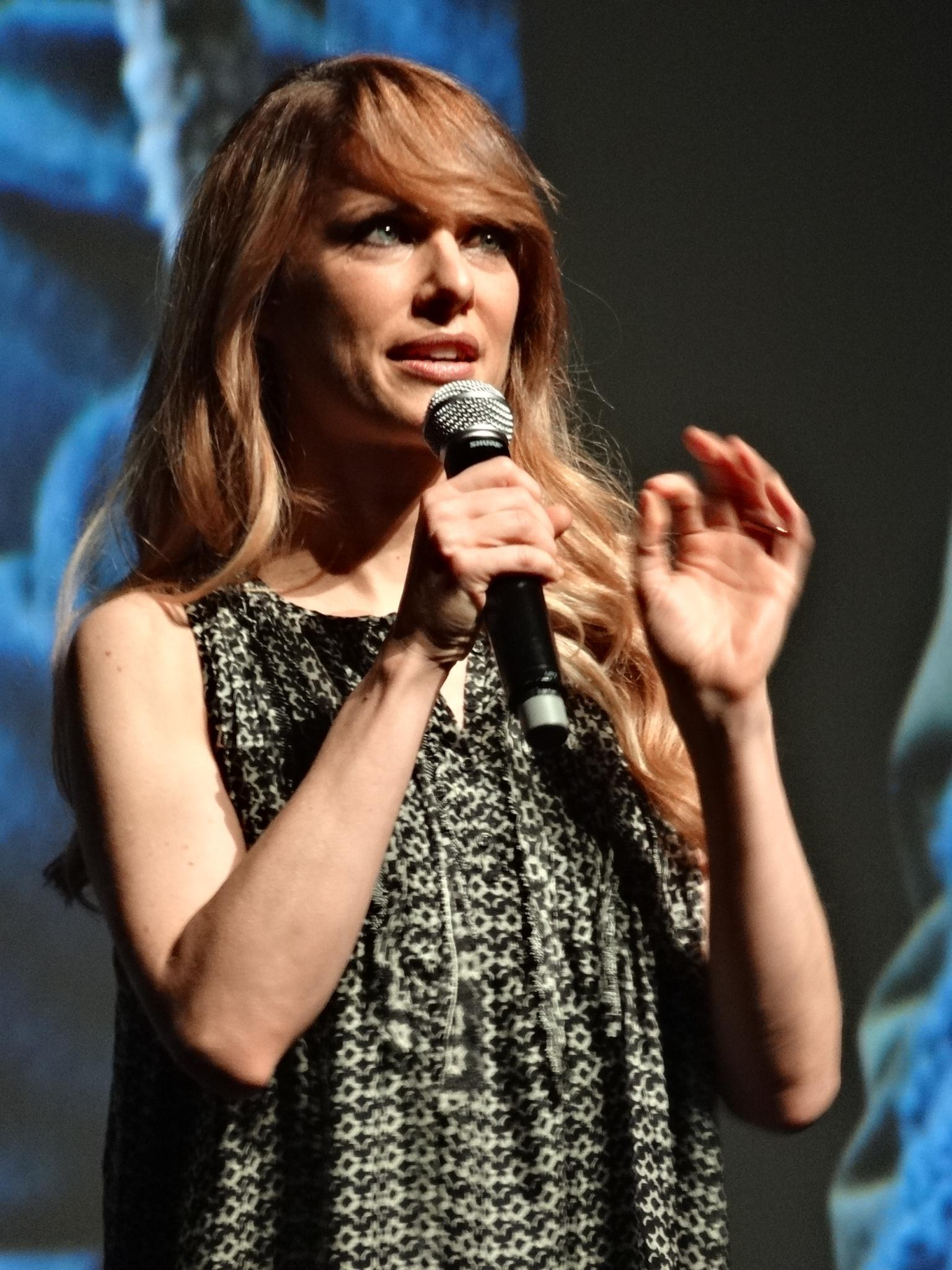
Линн Шелтон
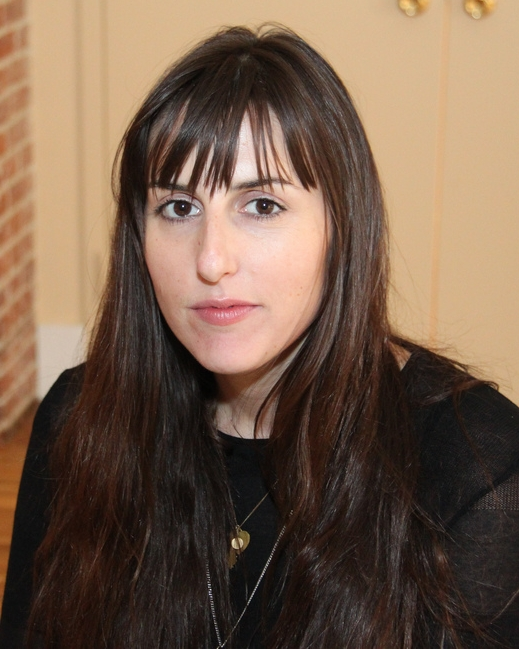
Ри Руссо-Янг[англ.]
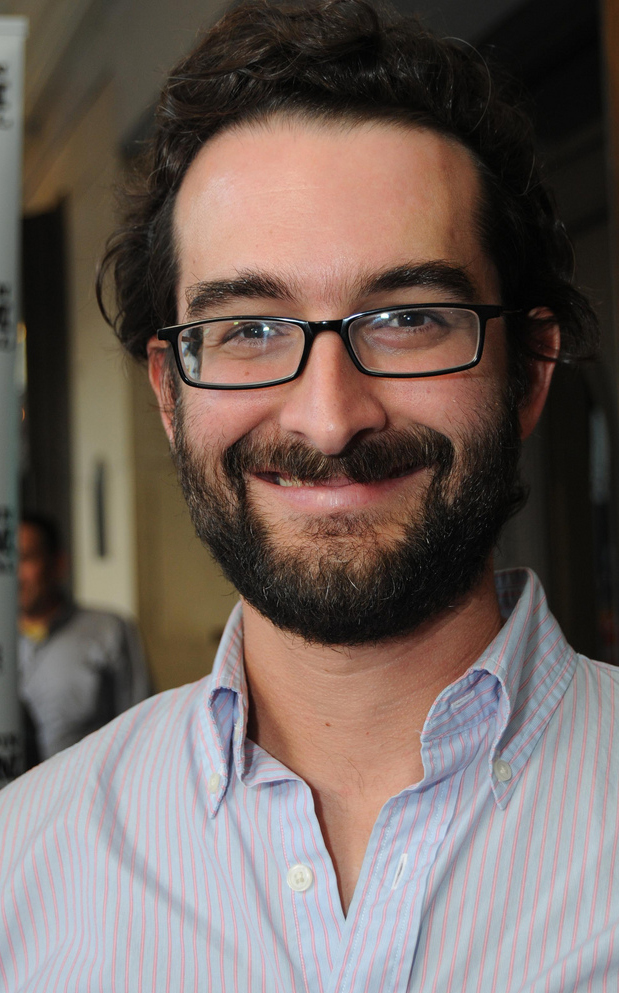
Джей Дюпласс
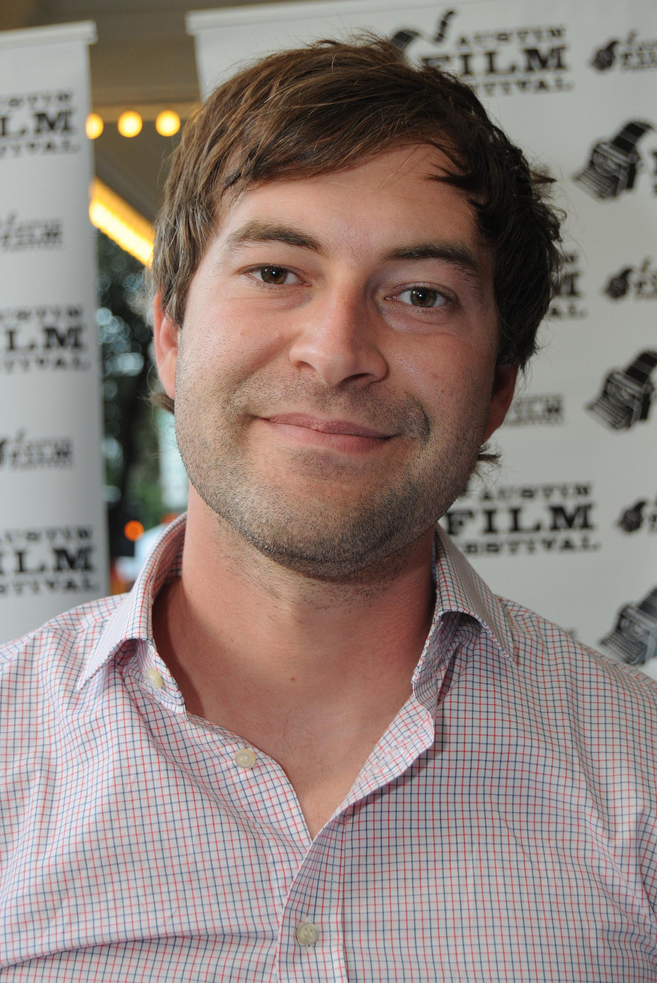
Марк Дюпласс